# Yuan T. Lee
Yuan Tseh Lee (en mandarín: 李遠哲; en pinyin: Lǐ Yuǎnzhé) (Hsinchu, Taiwán, 19 de noviembre de 1936) es un químico y profesor universitario taiwanés galardonado con el Premio Nobel de Química del año 1986.

## Biografía
Nació en la ciudad de Hsinchu, situada al noroeste de la isla de Taiwán. Estudió química en la Universidad Nacional de Taiwán, donde se graduó en 1959, y posteriormente amplió sus estudios realizando el doctorado en la Universidad de Berkeley en los Estados Unidos en 1965.
En 1974 fue nombrado profesor de química en la Universidad de Berkeley, el mismo año en que consiguió la nacionalidad estadounidense.

## Investigaciones científicas
En febrero de 1967 inició su colaboración con Dudley R. Herschbach en la Universidad de Harvard en el estudio de las reacciones químicas entre los átomos de hidrógeno y las moléculas alcalinas diatómicas.
En 1986 fue galardonado, junto con su colaborador Herschbach y el químico canadiense John C. Polanyi, con el Premio Nobel de Química por el desarrollo de la dinámica de procesos químicos elementales.

## Vida política
Desde el 15 de enero de 1994 es presidente de la Academia Sínica, principal complejo de investigación científica y humanística de la República de China, por lo que tuvo que renunciar a su ciudadanía estadounidense.
Yuan T. Lee dio apoyo al candidato Chen Shui-bian en 2000, durante las elecciones presidenciales de aquel año. La victoria de Chen sobre James Soong promovió que el primero escogiera a Lee como primer ministro, aunque Lee declinó su oferta para continuar al frente de la Academia Sínica.
| Predecesor: Herbert A. Hauptman Jerome Karle | Premio Nobel de Química 1986 | Sucesor: Donald J. Cram Jean-Marie Lehn Charles J. Pedersen |

- Datos: Q243190
- Multimedia: Yuan T. Lee / Q243190